# Abarema racemiflora
Abarema racemiflora là một loài rau đậu thuộc họ Fabaceae. Chúng chỉ được thấy gần Turrialba và Ciudad Quesada ở Costa Rica.